# Муратов, Равиль Муратович
Равиль (Ренат) Муратович Муратов (15 июня 1957, Фергана — 10 марта 2023, Москва) — российский врач-кардиохирург, профессор, доктор медицинских наук. Руководитель отделения неотложной хирургии приобретенных пороков сердца Института сердечно-сосудистой хирургии им. А. Н. Бакулева (2001—2023). Член Европейского общества сердечно-сосудистых хирургов (1997). Член Американского общества торакальных хирургов.

## Биография
Родился 15 июня 1957 года в городе Фергана в семье врачей. Отец — Муратов Мурат Якубович, хирург, мать — Бектимирова Альфия Абдулаевна, акушер-гинеколог.
В 1980 году окончил лечебный факультет 2-го Московского государственного медицинского института им. Н. И. Пирогова.
С 1980 по 1983 год работал общим хирургом в Елецкой и Краснинской центральных районных больницах Липецкой области.
Окончил ординатуру и аспирантуру в Институте сердечно-сосудистой хирургии им. А. Н. Бакулева АМН по специальности «сердечно-сосудистая хирургия».
В 1990 году защитил кандидатскую диссертацию на тему «Дополнительная противоишемическая защита миокарда при фармакохолодовой кардиоплегии»
В 1998 году — докторскую диссертацию «Криосохраненные аллографты в хирургии пороков аортального клапана»
С 2001 года — руководитель отделения неотложной хирургии приобретенных пороков сердца ФГБУ «НМИЦ сердечно-сосудистой хирургии им. А. Н. Бакулева» МЗ РФ.
Автор более 650 научных публикаций и 4 монографий, в том числе «Криосохраненные аллографты в реконструктивной хирургии пороков аортального клапана» (2008), «Технология изготовления и методика использования криосохраненных аллографтов в хирургии пороков аортального клапана» (2016), 8 авторских свидетельств.
Скончался 10 марта 2023 года на 66-м году жизни после тяжелой и продолжительной болезни.

## Область клинических интересов
- Хирургия клапанов сердца, сочетанные операции на клапанах сердца и коронарных артериях.
- Биопротезирование клапанов сердца ксеноперикардиальными каркасными и бескаркасными протезами, алло- и аутопротезирование (операция Росса)[5].
- Повторные вмешательства после ранее выполненных операций на сердце.
- Операции при доброкачественных и злокачественных опухолях сердца.

## Почетные звания и награды
- Медаль академика В. И. Бураковского «За заслуги в развитии хирургии сердца и сосудов» (2002)
- Премия имени академика РАМН В. И. Бураковского «За большой личный вклад в проблему биопротезирования и развитие экстренной хирургии приобретенных пороков сердца» (2006)
- Нагрудный знак «Отличник здравоохранения» (2006)
- Премия «Призвание» (2015 г.) в номинации «За проведение уникальной операции, спасшей жизнь человека»[6][7]

## Семья
Женат. Супруга — врач-кардиолог. Четверо детей.